# Region Północny (Malawi)
Region Północny to jeden z trzech głównych regionów administracyjnych Malawi. Region zamieszkiwało w 2018 roku 2 286 960 osób. Teren ten zajmuje 26 931 km². Stolicą regionu jest Mzuzu. Region ten graniczy z Regionem Centralnym, ale także z Zambią i Tanzanią oraz leży nad jeziorem Malawi.

## Dystrykty
6 z 27 dystryktów kraju jest ulokowanych w tym regionie:
- Chitipa
- Karonga
- Likoma
- Mzimba
- Nkhata Bay
- Rumphi